# GDDR4 SDRAM

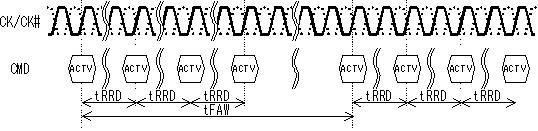
Gràfic de sincronització sgram GDDR4 (descripció de TFAW).

GDDR4 SDRAM, abreviatura de Graphics Double Data Rate 4 Synchronous Dynamic Random-Access Memory, és un tipus de memòria de targeta gràfica (SGRAM) especificada per l'estàndard de memòria JEDEC Semiconductor. És un mitjà rival a la XDR DRAM de Rambus. GDDR4 es basa en la tecnologia DDR3 SDRAM i estava pensat per substituir el GDDR3 basat en DDR2, però va acabar sent substituït per GDDR5 en un any.
El 26 d'octubre de 2005, Samsung va anunciar que va desenvolupar la primera memòria GDDR4, un xip de 256 Mbit que funcionava a 2,5 Gbit/s. Samsung també va revelar plans per mostrar i produir en massa SDRAM GDDR4 amb una classificació de 2,8 Gbit/s per pin.
GDDR4 SDRAM va introduir DBI (Data Bus Inversion) i Multi-Preamble per reduir el retard de transmissió de dades. La recuperació prèvia es va augmentar de 4 a 8 bits. El nombre màxim de bancs de memòria per a GDDR4 s'ha augmentat a 8. Per aconseguir el mateix ample de banda que la SDRAM GDDR3, el nucli GDDR4 funciona a la meitat del rendiment d'un nucli GDDR3 del mateix ample de banda brut. La tensió del nucli es va reduir a 1,5 V.
La inversió del bus de dades afegeix un pin DBI# actiu i baix addicional al bus d'adreces/ordres i a cada byte de dades. Si hi ha més de quatre bits 0 en el byte de dades, el byte s'inverteix i el senyal DBI# es transmet a baix. D'aquesta manera, el nombre de 0 bits als nou pins es limita a quatre. :9Això redueix el consum d'energia i el rebot de terra.
Pel que fa a la senyalització, GDDR4 amplia la memòria intermèdia d'E/S del xip a 8 bits per dos cicles, permetent una amplada de banda més gran durant la transmissió en ràfega, però a costa d'una latència CAS (CL) significativament augmentada, determinada principalment pel recompte doble reduït de els pins d'adreça/comandes i les cèl·lules DRAM de mitja hora, en comparació amb GDDR3. El nombre de pins d'adreçament es va reduir a la meitat del del nucli GDDR3 i es van utilitzar per a l'alimentació i la terra, cosa que també augmenta la latència. Un altre avantatge de GDDR4 és l'eficiència energètica: funciona a 2.4 Gbit/s, utilitza un 45% menys d'energia en comparació amb els xips GDDR3 que funcionen a 2.0 Gbit/s.